# Francis Silas Marean Chatard

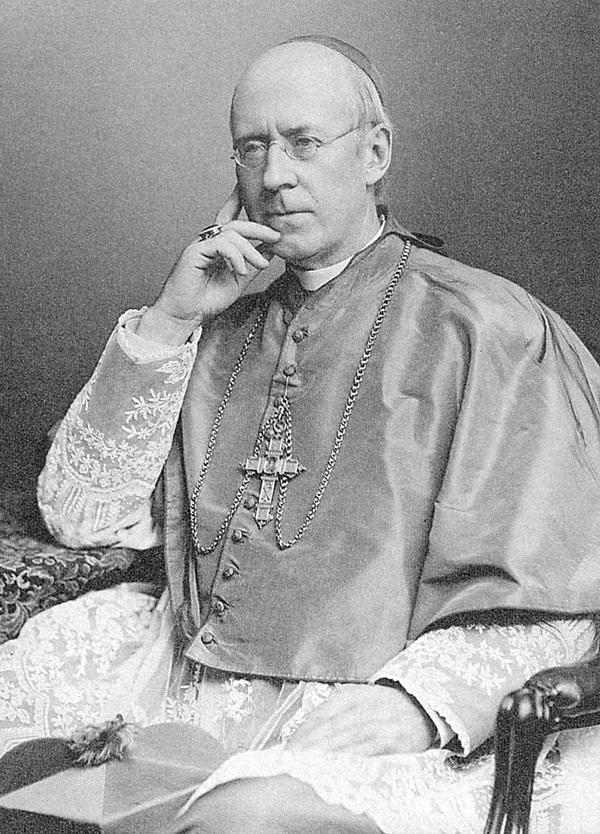
Silas Chatard, Bischof von Vincennes/Indianapolis

Francis Silas Marean Chatard (* 13. Dezember 1834 in Baltimore, Maryland; † 7. September 1918 in Indianapolis, Indiana) war ein US-amerikanischer Geistlicher und römisch-katholischer Bischof von Indianapolis.

## Leben
Chatard empfing am 14. Juni 1862 das Sakrament der Priesterweihe.
1868 wurde er zum Rektor des Päpstlichen Nordamerika-Kollegs ernannt. Dieses Amt hatte er bis zu seiner Berufung zum Bischof von Vincennes am 26. März 1878 inne. Er empfing die Bischofsweihe am 12. Mai 1878 durch den Kardinalstaatssekretär Alessandro Kardinal Franchi; als Mitkonsekratoren fungierten Camillo Santori, Bischof von Fano, und Odoardo Agnelli, Präsident der Päpstlichen Akademie. Chatards Inthronisation in seiner Diözese erfolgte am 11. August 1878.
Während Chatards Amtszeit erfolgte die Verlegung des Bischofssitzes von Vincennes nach Indianapolis und die Umbenennung der Diözese in Bistum Indianapolis. Er starb im Alter von 83 Jahren nach 40 Amtsjahren in seiner Bischofsstadt und wurde in der Saints Peter and Paul Cathedral beigesetzt.